# Martin-chasseur d'Euphrosine
Melidora macrorrhina
Genre
Espèce
Statut de conservation UICN

 LC  : Préoccupation mineure
Le Martin-chasseur d'Euphrosine (Melidora macrorrhina) est une espèce d'oiseau de la famille des Alcedinidae, seule représentante du genre Melidora.
Cet oiseau vit en Nouvelle-Guinée.